# Lac Benmore
Le lac Benmore est un lac de barrage situé dans l'île du Sud en Nouvelle-Zélande. Il est un émissaire du fleuve Waitaki. Il est le plus grand lac artificiel de Nouvelle-Zélande, il a été créé dans les années 1960 par la construction du barrage de Benmore.

## Caractéristiques
Le lac a une superficie d'environ 75 km2,, et une profondeur maximale de 90 mètres. Le lac se compose de deux bras : le bras Haldon, alimenté principalement par les rivières Tekapo, Pukaki et Twizel, et le canal Ohau ; et le bras Ahuriri, alimenté principalement par la rivière Ahuriri. Le lac Aviemore (en) se trouve immédiatement en aval.
En 2020, Land Air Water Aotearoa a qualifié la qualité de l'eau de "bonne" et la qualité des conditions écologiques de "élevée".
Le lac est partagé entre les districts de Mackenzie, Waimate et Waitaki, dans la partie sud de la région de Canterbury.

## Construction
Le lac est le réservoir du barrage de Benmore, le plus grand barrage en terre de Nouvelle-Zélande. qui a été créé dans le cadre du projet de production d'hydroélectricité de Waitaki. La construction du barrage de Benmore a été approuvée en 1957, et le lac a été rempli en décembre 1964.
Après la création du lac, l'incidence des secousses sismiques a été multipliée par trois à six.

## Usages

Le lac Benmore avec les montagnes environnantes. Entourée d'eau, l'ile de la Jonction - ou de l'accouplement. Avril 2019.

En plus d'être un réservoir pour le barrage de Benmore, le lac est un lieu de pêche. En 2009, il était le deuxième lac le plus pêché de Nouvelle-Zélande, avec des poissons tels que la truite brune, la truite arc-en-ciel, le saumon quinnat et le saumon rouge. Les poissons du lac comptent des saumons qui se sont échappés des fermes d'élevage de saumons situées sur les canaux hydroélectriques voisins. Le lac est également utilisé pour la baignade, le camping et la randonnée. 

Le lac Benmore. Avril 2109.

.